# Fred G. Aandahl
Fred George Aandahl, född 9 april 1897 i Barnes County, North Dakota, död 7 april 1966 i North Dakota, var en amerikansk republikansk politiker. Han var guvernör i delstaten North Dakota 1945–1951. Han var sedan ledamot av USA:s representanthus 1951–1953.
Aandahl växte upp i North Dakota som son till invandrare från Norge och gick i skola i Litchville High School. Efter skolan studerade han vid University of North Dakota och var sedan verksam som jordbrukare. Han gifte sig den 28 juni 1926 med Luella Brekke och paret fick tre barn.
Aandahl efterträdde 1945 John Moses som guvernör i North Dakota och efterträddes 1951 av Clarence Norman Brunsdale. Efter två år i USA:s representanthus tjänstgjorde han därefter som biträdande inrikesminister 1953–1961.
Lutheranen Aandahl gravsattes på Hillside Cemetery i Valley City, North Dakota.